# Zukunftsmarkt
Als Zukunftsmarkt wird in der Marktforschung und Wirtschaft ein Markt verstanden, dessen Marktpotenzial ein mittelfristig andauerndes Marktwachstum erwarten lässt.
Eine Untersuchung ergab, dass Begrifflichkeiten wie „Wachstumsmarkt“, „Boommarkt“ und „Zukunftsmarkt“ in 365 Beiträgen zum Thema „Neue Märkte“ 98 Treffer aus 80 Dokumenten erbrachte, so dass mindestens einer der Begriffe in mehr als 20 % der Beiträge zu finden war. Diese Begriffe werden in den Massenmedien häufig verwendet, ohne dass ihr Begriffsinhalt dabei genauer hinterfragt wird. Das Kompositum „Zukunftsmarkt“ enthält als Grundwort den „Markt“, der einen Teilmarkt (wie die Börse als Teil des Kapitalmarkts), einen Gesamtmarkt (wie den Gütermarkt) oder auch Staaten und ganze Wirtschaftsräume umfassen kann (Weltmarkt).

## Begriffsentwicklung
Dieter Schneider grenzte den Begriff für seine Zwecke auf einen Spotmarkt ein, auf den an einem Börsentag „Verfügungsrechte gehandelt werden, um Termin-, Terminkontrakt- und Optionsgeschäfte … durchzuführen“. Es ging ihm dabei darum, dass die beiderseitige Erfüllung nicht Zug um Zug erfolgt, sondern in der Zukunft stattfindet. Aus dieser Sicht wird für ihn auch der Arbeitsvertrag oder der Architektenvertrag auf einem Zukunftsmarkt gehandelt, weil die Arbeitsleistung oder Bauleistung erst künftig zu erbringen sind.    
In der Handelsbetriebslehre wird der Zukunftsmarkt als Markt für nicht-kontingente Güter angesehen, bei denen die Gültigkeit eines Anspruchs nicht an ein spezifisches Ereignis gebunden ist. Die Marktforschung verknüpft heute mit einem Zukunftsmarkt die dort vorhandenen Marktpotenziale, die künftig durch Marktbearbeitung ausgeschöpft werden können.   

## Marktdynamik
Dass sich Märkte in einem ständigen Wandel befinden, wird von der Marktdynamik untersucht. Der Unternehmer muss wissen, welcher Markt sich ihm in der Zukunft darbietet. Deshalb muss die Marktforschung vor allem Marktanalyse betreiben und sämtliche Marktdaten der Vergangenheit untersuchen, aus denen die künftige Marktentwicklung durch eine Trendextrapolation in die Zukunft als Trend fortgeschrieben werden kann. Ist ein aufsteigender Trend als nachhaltig erkennbar, liegt ein Zukunftsmarkt vor.    

## Marktzyklus
Ähnlich wie beim Konjunkturzyklus gibt es auf einzelnen Märkten auch einen Marktzyklus, der Marc Faber zufolge – bezogen auf Kapitalmärkte in Emerging Markets – auf Zukunftsmärkten in sechs Phasen abläuft. In „Phase 0“ beginnt ein progressives Marktwachstum mit einem ziemlich sicheren Trend, das seinen obersten Scheitelpunkt innerhalb der „Phase 3“ erreicht (Boom-Phase). Danach beginnt eine Konsolidierungsphase, in der die Marktentwicklung stagniert oder sogar leicht rückläufig ist und bis zur „Phase 4“ reicht. Hier kann es nochmals zum Marktwachstum kommen, das in „Phase 5“ endgültig beendet ist. In „Phase 6“ sind die typischen Anzeichen eines Schrumpfmarktes zu erkennen.
Die Marktzyklen überlagern die Marktentwicklung einzelner Handelsobjekte auf dem Markt.

## Handelsobjekte und Marktentwicklung
Als Handelsobjekte, die auf Zukunftsmärkten gehandelt werden, kommen insbesondere Produkte/Dienstleistungen in Frage, die ein Dauerschuldverhältnis begründen wie beispielsweise Abonnements oder Sukzessivlieferungsverträge und eine hohe Kaufintensität versprechen. Auch Märkte, bei denen Stammkundschaft beliefert wird, Märkte für Luxusgüter oder durch erfolgreiche Produktinnovationen neu geschaffene Märkte sind Zukunftsmärkte. Zudem werden die nichterneuerbaren Rohstoffe auf Zukunftsmärkten gehandelt, weil deren Reichweite für Jahrzehnte gesichert ist. Erst recht gehören die nachwachsenden Rohstoffe zum Zukunftsmarkt, weil für sie keine Reichweite ermittelt wird.
Wirtschaftszweige mit Wachstumsaussichten sind Technologieunternehmen vor allem in Anlagenbau, Biotechnologie, Computertechnik, Gentechnik, Kommunikationstechnik, künstliche Intelligenz, Lebensmitteltechnologie, Maschinenbau, Medizintechnik, Multimedia oder Umwelttechnik.
Bei der Marktentwicklung wird vorausgesetzt, dass auf Zukunftsmärkten ein stetiges Marktwachstum für einen Zeitraum von mehr als zwei Jahren zu erwarten ist.
Erfüllen Schwellenmärkte diese Voraussetzung, gehören auch sie zu den Zukunftsmärkten. Da die Volksrepublik China „traumhafte Wachstumsraten“ und „enorme Wachstumsmöglichkeiten“ aufweist und als „Markt der Zukunft“ gesehen wird, zieht sie „alle Hoffnungen“ vieler Unternehmen an. Auch ganze Wirtschaftsräume wie Asien werden als Zukunftsmarkt angesehen.

## Abgrenzung
Der Zukunftsmarkt grenzt sich vom Wachstumsmarkt dadurch ab, dass letzterer ein stetiges Marktwachstum für einen Zeitraum von weniger als zwei Jahren erwarten lässt. Im Unterschied zu einer Marktlücke, welche zumeist produktgebunden ist und sich eher am kurzfristigen Bedarf orientiert, ist der Zukunftsmarkt auf mittelfristige wirtschaftliche Nachhaltigkeit ausgerichtet.